# Submarine (film)
Submarine è un film del 2010 diretto da Richard Ayoade basato sull'omonimo romanzo di Joe Dunthorne.

## Trama
Oliver Tate è un timido quindicenne di Swansea, a scuola spesso è preso di mira dai bulli. È innamorato di Jordana Bevan, una sua compagna di classe, che poi diventerà la sua ragazza. Intanto l'ex-fidanzato di sua madre si è trasferito nella casa accanto minando il rapporto, già fragile, dei suoi genitori, di cui Oliver cercherà di salvare il matrimonio.

## Distribuzione
Il film è stato presentato al Toronto International Film Festival il 12 settembre 2010, Dopo essere stato proiettato al London Film Festival e al Sundance Film Festival è stato distribuito nelle sale del Regno Unito il 18 marzo 2011. In Italia ha partecipato al Giffoni Film Festival del 2011, è stato trasmesso in tv il 5 febbraio 2014 su Rai Movie ed è uscito in DVD il 16 ottobre.

## Colonna sonora
La colonna sonora comprende cinque canzoni acustiche scritte ed eseguite da Alex Turner, cantante degli Arctic Monkeys. La canzone principale è intitolata Stuck on the Puzzle.

## Riconoscimenti
- 2011 - British Independent Film Awards
  - Miglior sceneggiatura
- 2011 - Giffoni Film Festival
  - Gran Premio della Giuria
- 2012 - London Critics Circle Film Awards
  - Giovane attore britannico dell'anno (Craig Roberts)
- 2012 - BAFTA Cymru
  - Miglior film
  - Miglior attore (Craig Roberts)
- 2012 - NME Awards
  - Miglior film